# Банд-е Кайсар
Банд-е Кайсар (перс. بند قیصر — у перекладі Дамба цезаря), також Пол-е Кайсар (перс. پل قیصر — Міст цезаря) — комплекс античних іригаційних споруд з арочним мостом і дамбою, який призначений для водопостачання міста Шуштар у південно-західному Ірані — Хузестан.

## Історія
Споруджений римськими військовополоненими з армії імператора Валер'яна, захопленими Сасанідами в битві під Едесою. Була першою такого роду спорудою на території Ірану. Будівництво велося приблизно від 3 до 7 років, між 260 та 270. Спорудження подібного мосту-дамби мало величезний вплив на розвиток сасанідського інженерного мистецтва і неодноразово повторювалося згодом. Використовувався місцевим населенням до 1885. Історія будівництва збереглася у творах мусульманських авторів IX-X століть ат-Табарі та аль-Масуді.

## Технічні особливості
Цей міст-дамба був зведений на річці Карун, найповноводнішій в Ірані і був центральною ланкою в зрошувально-іригаційній системі Шуштара, що забезпечувала процвітання сільськогосподарського регіону навколо цього міста. Довжина всієї споруди становить близько 500 метрів. Кількість арок мосту – не менше сорока, ширина арок – між 6,6 метра та 9 метрами. Арки розділені прямокутними стовпами, укріпленими в основах з пісковика. При спорудженні греблі річка Карун була римлянами відведена убік, і роботи проводилися сухим дном. Додатковим доказом римського походження цієї споруди є той факт, що міст-дамба складений з місцевого матеріалу, скріпленого за допомогою вапна та залізних скоб, що використовуються римськими будівельниками та зовсім невідомих тоді в Ірані. За часів Сасанідів цей міст у Шуштара знаходився на дорозі, що сполучає дві столиці Ірану — Пасаргади та Ктесіфон.
У 2009  залишки історичної іригаційної системи Банд-е Кайсар, що збереглися, були внесені до списку Всесвітньої спадщини ЮНЕСКО в Ірані (№ 1315).